# Metal Rendez-vous
Metal Rendez-vous (рус. «Метал рандеву») — четвёртый студийный альбом швейцарской хард-рок группы Krokus, выпущенный 30 июня 1980 года. Этот альбом стал дебютным для вокалиста Марка Стораче в составе группы. Первая композиция альбома — «Heatstrokes», достигла первого места в британском хеви-метал чарте и вместе с песнями «Bedside Radio» и «Tokyo Nights» открыла группу для слушателей в Великобритании и США. В Швейцарии альбом стал четырёх платиновым. Общие продажи по всему миру составили более трёх миллионов копий.

## Список композиций
| №                   | Название                | Длительность |
| ------------------- | ----------------------- | ------------ |
| 1.                  | «Heatstrokes»           | 4:00         |
| 2.                  | «Bedside Radio»         | 3:18         |
| 3.                  | «Come On»               | 4:23         |
| 4.                  | «Streamer»              | 6:38         |
| 5.                  | «Shy Kid»               | 2:30         |
| 6.                  | «Tokyo Nights»          | 5:51         |
| 7.                  | «Lady Double Dealer»    | 3:12         |
| 8.                  | «Fire»                  | 6:02         |
| 9.                  | «No Way»                | 4:00         |
| 10.                 | «Back-Seat Rock’n’Roll» | 3:12         |
| Общая длительность: | Общая длительность:     | 43:06        |

## Участники записи
Члены группы:
- Марк Стораче[англ.] — вокал;
- Томми Кифер — гитара;
- Фернандо фон Арб[англ.] — гитара;
- Крис фон Рор — бас-гитара;
- Фредди Стеди — ударные.

Приглашённые музыканты:
- Юрг Негели — клавишные.

Технический персонал:
- Мартин Пирсон — продюсер, инженер.
- Юрг Негели — инженер,
- Урсли Вебер — инженер.
- Пол Грау — оформление обложки.